# Maman Mansour Chipkaou
Maman Mansour Chipkaou Koché , född 23 oktober 1999 i Niamey, är en nigerisk taekwondoutövare. 

## Karriär
I juli 2022 tog Chipkaou brons i 63 kg-klassen vid afrikanska mästerskapen i Kigali. I juni 2023 tävlade Chipkaou i 63 kg-klassen vid VM i Baku, där han blev utslagen i åttondelsfinalen av mexikanske Carlos Navarro.
I mars 2024 tog Chipkaou brons i 63 kg-klassen vid afrikanska spelen i Accra.